# Powiat Stabio
Stabio (wł. Circolo di Stabio) – powiat w Szwajcarii, w kantonie Ticino, w okręgu Mendrisio. Siedziba administracyjna powiatu znajduje się w miejscowości Stabio. 
Powiat składa się z dwóch gmin (comune) o powierzchni 11,38 km² i o liczbie mieszkańców 6 971.

## Gminy
| Nazwa gminy | Liczba mieszkańców 31 grudnia 2021 | Powierzchnia km² |
| ----------- | ---------------------------------- | ---------------- |
| Novazzano   | 2 327                              | 5,23             |
| Stabio      | 4 510                              | 6,15             |